# كمين بوكا ويري
وقع كمين بوكا ويري في 14 يونيو 2020 أثناء الحرب في مالي.

## الهجوم علي الكمين
14 حزيران / يونيو 2020: سقوط قافلة مؤلفة من 12 سيارة للنقل و 64 جنديا من الجيش المالي في كمين جهادي يوجد في محلة بوكا ويري جنوبي شرقي بلدة ديابالي. وفقًا للعقيد دياران كوني ، المتحدث باسم القوات المالية. تمكن حوالي عشرين جنديًا فقط على متن ثلاث سيارات من العودة إلى معسكر جوما كورا. تم التخلي عن السيارة الرابعة بعد أن امسكها المجاهدين. تم أيضًا استرداد ثمانية ناجين 
ووقع الهجوم في منطقة عمليات جبهة تحرير ماسينا التابعة لمجموعة جماعة نصرة الإسلام والمسلمين. ويشتبه في أن زعيم الجهاديين با اغ موسى قاد الكمين. والهجوم هو الأكثر دموية ضد الجيش المالي منذ هجوم نوفمبر / تشرين الثاني 2019 والذي أودى بحياة 53 جنديًا. ولم تعلن أي جماعة مسؤوليتها عن الهجوم الذي وقع شمال باماكو على بعد نحو 100 كيلومتر جنوب الحدود مع موريتانيا.

## خسائر
في البداية ، قال مسؤولون عسكريون لوكالة فرانس برس إن نحو 40 من بين 64 جنديا في القافلة فقدوا. في اليوم التالي ، أعلن الجيش المالي عن حصيلة القتلى بما لا يقل عن 24 قتيلاً وثلاثة في عداد المفقودين وثمانية ناجين وتدمير أربع سيارات. وبعد ثلاثة أيام ، أشارت وكالة فرانس برس إلى أن عدد القتلى ارتفع من مصدر عسكري إلى 27 قتيلا وخمسة مفقودين.
وبحسب RFI ، نقلا عن مصدر رسمي في بداية عصر اليوم ، «كان بإمكان أربع سيارات فقط على متنها حوالي عشرين رجلا الفرار من الكمين. وعادت ثلاث سيارات إلى معسكر جوما كورا الواقع على بعد 70 كيلومترا من الحدود الموريتانية ، كان المستنقع الرابع سيتخلى عنه الجنود الماليون».